# 15000 CCD
15000 CCD è un asteroide della fascia principale. Scoperto nel 1997, presenta un'orbita caratterizzata da un semiasse maggiore pari a 2,7667668 UA e da un'eccentricità di 0,1059415, inclinata di 8,23503° rispetto all'eclittica.
L'asteroide è dedicato alla tecnologia CCD che ha permesso di ottenere immagini ad un maggior definizione rispetto alle tradizionali lastre fotografiche.